# Переводчик русского жестового языка
Переводчик русского жестового языка — специалист, осуществляющий прямой и обратный перевод посредством русского жестового языка. Переводчика жестового языка следует отличать от сурдопереводчика, ввиду серьёзных различий в их должностных обязанностях. Термин «сурдопереводчик» утратил своё значение в связи с утверждением квалификационной характеристики переводчика жестового языка. С 2012 года существуют две должности — переводчик-дактилолог и переводчик русского жестового языка.

## История развития системы сурдоперевода и подготовки переводчиков
В начале XIX века в Российской империи появились первые учебные заведения для глухих детей, что положило начало истории создания системы сурдоперевода в России. В связи с увеличением количества неслышащих детей в учебных учреждениях, развитием и распространением русского жестового языка возникла потребность в посредниках — переводчиках, способных оказать профессиональную помощь людям с нарушением слуха. Но отдельной профессии переводчика не существовало — жестовым языком владели только сами учителя, обучающие глухих. Они же переводили глухим в судах и различных организациях. Так как глухие нередко становились жертвами некомпетентных переводчиков из числа учителей, было принято решение созвать первый съезд глухих.
Из резолюции, вынесенной на первом Всероссийском Съезде глухих в Москве с 17 по 24 июля 1917 года:
Право быть переводчиком в суде имеет лишь тот «нормальный» (слышащий), которого мы, глухие, признаем годным для этой цели; в таком случае данное лицо получает от нашей организации (Союза) удостоверение на этот специальный предмет.
В 1926 году была создана общественная организация «Всероссийское общество глухих». Чем больше открывалось отделов ВОГ по всей стране, тем больше возрастала нужда в профессиональных переводчиках для работы с глухими и слабослышащими людьми. Вопрос о систематической подготовке переводчиков встал в начале 1930-х гг., когда возникла большая потребность в переводчиках на рабфаке и на предприятиях государственной промышленности.
В начале 1930-х гг. в столице проводились краткосрочные курсы подготовки переводчиков. От ВОГа обучались на курсах 23 человека вместо намеченных по плану 20. В 1936—1937 гг. были организованы курсы подготовки переводчиков при Центральном правлении ВОГ. В сентябре состоялся выпуск курсов переводчиков при ЦП ВОГа.
По квалификации, установленной ЦП ВОГ, новые переводчики распределяются так:
- первой степени — переводчики высших и средних учебных заведений — 7 чел.
- второй степени- переводчики массового обслуживания — 15 чел.
- третьей степени — переводчики индивидуального обслуживания — 9 чел.

Центральное правление ВОГа предложило своим отделам проводить курсы переводчиков на местах. По программе таких курсов 200 часов отведено на изучение мимики, 40 час — политграмоты и 40 час — на ознакомление работой общественных организаций.
Ввиду отсутствия на местах квалифицированных, опытных преподавателей мимики, ЦП ВОГа посылает из Москва специального методиста преподавателя мимики.
В 1951 г. Совет Министров СССР в обязал хозяйственные органы содержать для обслуживания глухих, работающих на предприятиях, старших инструкторов, инструкторов-переводчиков и переводчиков.
В Ленинграде в середине 1950-х гг. были организованы курсы подготовки переводчиков при Ленинградском педагогическом университете им. Герцена. Группой, в которой учились будущие переводчики из Ленинграда, Москвы, Куйбышева, руководила Наталья Александровна Книппер.
В 1961 г. начала функционировать учебная база ВОГ  — постоянно действующие курсы повышения квалификации руководящих и инженерно-технических работников ВОГ. В 1973 г. в «Классификатор должностей рабочих и служащих» вводится должность «Инструктор-переводчик по обслуживанию глухих рабочих и служащих».
Переводчик в те времена рассматривался как «многостаночник», его функции, были разнообразны: культмассовик и учитель ликбеза, политинформатор и организатор масс. Также в его обязанности входило «сближать систему с языком слов», совершенствовать мимику «путём пополнения мимической лексики посредством создания жестов, построения мимической речи на основе словесной», чтобы «приобщить глухих к единому полноценному средству общения и познания мира — языку слов».
Кадры переводчиков для системы ВОГ и госпредприятий готовились на специальных постоянно действующих курсах повышения квалификации руководящих и инженерно-технических курсах. Позже усложнилась программа обучения — в 1971 г. в неё были включены такие дисциплины, как основы сурдопедагогики, сурдопсихологии, советского законодательства, делопроизводства, артикуляция звуков русского языка, теория дактильной и жестовой речи. Была заведена практика будущих переводчиков в Театре мимики и жеста, Московском доме культуры, Республиканском дворце культуры и на самих курсах.
С 1972 г. подготовка переводчиков на курсах велась по программе, разработанной доцентом кафедры сурдодопедагогики Московского государственного педагогического института имени В. И. Ленина А. Г. Геранкиной. Программа, рассчитанная на 210 часов основного курса (2 месяца обучения), позволяла к концу обучения овладеть запасом в 1500—2000 жестов. Курсы были преобразованы в Учебно-методический центр ВОГ .
С 1976 г. было организовано обучение переводчиков и в политехникуме Ленинградского восстановительного центра ВОГ. Переводчиков готовили и на заочном отделении. В 1992 г. ЛВЦ был преобразован в Межрегиональный центр реабилитации лиц с проблемами слуха Министерства социальной защиты населения РФ, подготовка переводчиков велась на заочном отделении по специальности «Организация социально-реабилитационной работы с глухими». В 1980 г., благодаря усилиям ВОГ и ВЦСПС, впервые в перечень профессий, по которым велась подготовка кадров в средних специальных и высших учебных заведениях, была включена специальность: «переводчик- дактилолог».
11 января 1987 г. в 21:00 на экране телевизора в программе «Время» впервые появилась диктор-переводчик Надежда Казимировна Квятковская. Консультантом группы дикторов-переводчиков с 1987 по 2000 г. была Е. С. Ильина, в 1973—1982 — курировавшая субтитрование фильмов, которые шли по учебной программе ЦТ. С 21 августа 1991 г. передачи с сурдопереводом были временно прекращены: было образовано Российское телевидение, чьи программы стали выходить по второму каналу, на котором ранее были программы с сурдопереводом. Е. С. Ильина обратилась с письмом к генеральному директору ТВ Э. М. Сагапаеву, и вскоре было решено восстановить информационные передачи, а потом и другие передачи с сурдопереводом, но уже по первому каналу телевидения. С 1 июля 1992 г. перевод телевизионной программы новостей по Московскому каналу был прекращен по причине высокой стоимости эфирного времени. Для москвичей были оставлены только две передачи: «Новости» и «Клуб путешественников».
В 1992 г. в Общероссийский классификатор должностей рабочих и служащих была введена должность «Переводчик-дактилолог» с установлением тарифно-квалификационных разрядов от 6 до 11. Три года спустя по ходатайству ЦП ВОГ, название должности было изменено на «Сурдопереводчик».Согласно этому документу, сурдопереводчик, помимо осуществления прямого и обратного переводов, еще и участвует в организации труда, представляет интересы глухих граждан, ведет установленную документацию.
В 1998 г. наименование должности вновь претерпело изменения, в то время в Квалификационном справочнике должностей руководителей, специалистов и других служащих значатся только инструктор-дактилолог и переводчик-дактилолог с перечислением их должностных обязанностей.
В конце 1980-х и 1990-е гг. Московская организация ВОГ уделяла особое внимание положению переводчиков. В своем выступлении на пленуме в 1993 г. председатель правления И. А. Абрамов говорил:
Сегодня профессия переводчика становится по существу вымирающей. Средний возраст - примерно 50 лет, профессиональная подготовка не ведется. Зарплата на ряде предприятий неоправданно низка. Они уже подпадают под сокращения. Слава Богу, в Москве их пока что отстаивает Федерация профсоюзов, ответственная за помощь инвалидам Е.С. Мишанина. Но что ждет впереди? Суды и милиция постоянно требуют переводчиков, нужны они и в других «присутственных» местах.И.А. Абрамов
В 1989 г. при Московской городской организации ВОГ был организован кооператив переводчиков «Дакти», председателем которой стал Г. М. Каптелин. Кооператив принимал заказы от граждан, организаций на осуществление перевода, оказывал услуги милиции и органам прокуратуры. Это Бюро заключило договор с ГУВД о совместном сотрудничестве и договор с Управлением юстиции г. Москвы об обслуживании народных судов. Основной задачей бюро являлось выполнение заявок правоохранительных органов по предоставлению переводчиков для проведения следственных действий с неслышащими гражданами.
Федеральный закон «О социальной защите инвалидов в РФ» от 24.11.95 г. № 181-ФЗ закрепил признание жестового языка как языка межличностного общения глухих граждан.
Вскоре появилось постановление Правительства Москвы «Об оказании помощи инвалидам по слуху г. Москвы», которое заложило законодательную базу по организации сервиса переводческих услуг глухим москвичам. Выдержка из постановления:
Предоставить постоянно проживающим в Москве инвалидам по слуху бесплатное пользование услугами переводчика жестового языка в пределах до 15 часов в календарном году.Оплата стоимости услуг переводчиков жестового производится в размере 60% от установленного минимального размера заработной платы в час.
В сентябре 1998 г. в рамках московской «Недели глухих» в Профессиональной школе для лиц и подростков с нарушениями слуха «на Новослободской» состоялся круглый стол «Жестовый язык в жизни глухих». Его участники приняли резолюцию c конкретными мерами, которые могли бы исправить ситуацию с подготовкой переводчиков. Были обсуждены также этические нормы переводчика жестового языка. Первый пункт «кодекса» гласит:
Переводчик жестового языка не является адвокатом, юридическим консультантом и социальным работником. Он не должен давать советов, рекомендаций или высказывать личные мнения.
21 марта 2000 г. было принято постановление Правительства Москвы № 203-ПП «О мерах социальной защиты инвалидов по слуху». Москвичи получили право на бесплатное пользование услугами переводчика жестового языка в пределах 20 часов в календарном году при обращении в организации и учреждения Москвы. При МГО ВОГ была создана группа переводчиков жестового языка, а оплату услуг по переводу производил Комитет социальной защиты населения г. Москвы. Принятое 7 мая 2002 г. постановление Правительства Москвы «О дополнительных мерах социальной защиты инвалидов по слуху г. Москвы» № 333-ПП гарантировало инвалидам по слуху уже 30 часов бесплатных переводческих услуг при обращении в организации, независимо от организационно-правовых форм собственности. Правовые основы формирования системы переводческих услуг для глухих г. Москвы, предусмотренные Федеральным законом «О социальной защите инвалидов в РФ» и решениями Московского правительства, позволили организовать регулярное обслуживание членов ВОГ, нуждающихся в переводе.
Президиум МГО ВОГ утвердил состав комиссии для аттестации переводчиков жестового языка и разработал проекты инструкций по порядку предоставления переводческих услуг. Аттестация первой группы изъявивших желание поработать в учрежденном МГО ВОГ Центре переводческих услуг состоялась 26 мая 1998 г. в кабинете председателя МГО ВОГ В. З. Базоева. Аттестационная комиссия, большинство членов которой составляли глухие носители жестового языка, разработала классификацию сурдопереводчиков от низшего 6 разряда до высшего 11.
В 2000 г. в Московском городском педагогическом университете, на факультете специальной психологии и специальной педагогики (отделение «Сурдопедагогика»), по инициативе Г. Л. Зайцевой и заведующей кафедрой специальной педагогики Н. М. Назаровой была разработана новая специализация «Жестовый язык». В том же году набрали первую группу студентов.
В начале 2000-х гг. И. В. Цукерман вела занятия в МГОПУ по предмету «Вербальные и невербальные средства общения» по программе Г. Л. Зайцевой.
В рамках Федеральной целевой программы «Социальная поддержка инвалидов на 2000—2005 годы» начала создаваться система переводческих услуг, организована подготовка и повышение квалификации переводчиков.
Президиум ЦП ВОГ 21 ноября 2000 г. принял постановление «О создании в РФ на базе региональных отделений ВОГ системы услуг по сурдопереводу».
24 января 2001 г. ЦП ВОГ утвердило Типовое положение о Центре сурдопереводческих услуг.
29 марта 2001 г. была зарегистрирована Московская общественная организация переводчиков жестового языка в структуре МГО ВОГ.
25 сентября 2001 г. в Доме общественных организаций на Мосфильмовской состоялась конференция «Русский жестовый язык и проблемы перевода», которая стала логическим продолжением круглого стола «Жестовый язык в жизни глухих».

## Современные направления подготовки переводчиков жестового языка

### «Питерская школа»
«Питерская школа» начала работу на базе ЛВЦ (бывшего центра подготовки переводчиков), теперь питерское направление продолжает Российский государственный социальный университет(РГСУ) и Научно-методический центр ВОГ. Основной задачей подготовки переводчиков данного направления является обучение «грамотному переводу» или перевод на калькирующую жестовую речь. На базе Российского государственного социального университета РГСУ Министерство здравоохранения и социального развития Российской Федерации организует обучение по дополнительной профессиональной образовательной программе переподготовки "Переводчик в сфере профессиональной коммуникации неслышащих (переводчик жестового языка) в рамках реализации государственной программы «Доступная среда» на 2011—2015 годы. С 2011 года министерство труда и социальной защиты ежегодно обучало на базе РГСУ около 150 работников социальной сферы со всей страны. В 2012 году в РГСУ была набрана группа на специальность «Перевод и переводоведение», где студенты изучают русский жестовый язык как третий иностранный язык. Преподавательскую деятельность ведут Камнева Валентина Петровна, Осокина Людмила Михайловна и другие.

### «Московская школа»
Основателем «московской школы» подготовки переводчиков является Галина Лазаревна Зайцева, известные преподаватели: Анна Анатольевна Комарова и Татьяна Пантелеевна Давиденко. Задача этого направления заключается в обучении переводчиков переводу на русский жестовый язык с соблюдением его правил и грамматики. На основании соглашения о сотрудничестве между Всероссийским обществом глухих и Московским государственным лингвистическим университетом (МГЛУ) впервые в 2012 году открыт прием абитуриентов по программам бакалавриата на профиль «Переводчик жестового языка межкультурной коммуникации». В 2013 году открыт приём абитуриентов по программам бакалавриата на профиль «Переводчик английского и русского жестового языка» в Новосибирском государственном техническом университете (НГТУ). Ранее в Российской Федерации подготовка переводчиков никогда не велась на базе лингвистических факультетов ВУЗов.